# Châteauneuf-du-Pape
Châteauneuf-du-Pape ist eine französische Gemeinde mit 2045 Einwohnern (Stand 1. Januar 2022) im Département Vaucluse in der Region Provence-Alpes-Côte d’Azur. Sie gehört zum Arrondissement Carpentras und ist Mitglied im Gemeindeverband Communauté de communes Pays d’Orange en Provence. Die Bewohner werden Châteauneuvois und Châteauneuvoises oder Castel-Papaux und Castel-Papales genannt. Châteauneuf-du-Pape ist weltweit für seine Weine aus dreizehn Rebsorten bekannt.

## Geografie
Châteauneuf-du-Pape liegt im Rhonetal, etwa neun Kilometer südlich des Zentrums von Orange und etwa 12 Kilometer nordnordöstlich von Avignon an der Grenze zum benachbarten Département Gard. Die Gemeinde ist im südlichen Teil ihres Gebiets relativ flach, im nördlichen Teil gibt es leichte Erhebungen. Das Dorf ist ebenfalls auf und um eine dieser Erhebungen auf etwa 120 Metern Höhe herum gebaut.
Umgeben wird Châteauneuf-du-Pape von den fünf Nachbargemeinden:
|                   | Orange                                      | Courthézon |
| Roquemaure (Gard) | Kompassrose, die auf Nachbargemeinden zeigt |            |
|                   | Sorgues                                     | Bédarrides |

## Klima
Das Klima ist heiß und trocken. Im Jahresdurchschnitt gibt es 2800 Sonnenscheinstunden, und im Mittel fällt 620 mm Niederschlag. An 130 Tagen im Jahr weht der Mistral.

## Geschichte
Der Ort wurde 1094 erstmals urkundlich als castro novo erwähnt. Im Jahre 1157 bestätigte Friedrich Barbarossa die 908 erfolgte Schenkung des benachbarten Ortes Bedarrides und seiner Umgebung an den Bischof von Avignon. Im Jahre 1213 wurde der Ort als Châteauneuf Calcernier bezeichnet. Dieser Name bezieht sich auf die bedeutende Kalkproduktion und blieb bis 1893 die offizielle Bezeichnung. Einen großen Aufschwung erfuhr Châteauneuf durch die Päpste von Avignon. Johannes XXII., zuvor Bischof von Avignon, begann spätestens 1318 mit den Bauarbeiten an seiner Sommerresidenz in Châteauneuf, die erst 1333 abgeschlossen wurden. Das päpstliche Schloss wurde in den Religionskriegen des 16. Jahrhunderts zerstört. Die Erzbischöfe von Avignon ließen ihre Residenz wiederholt restaurieren, verloren im 18. Jahrhundert aber das Interesse an ihr und verpachteten ihren Besitz an den irischen Baron Jean de Power. Der Ort Châteauneuf kam erst 1791 zu Frankreich; bis dahin gehörte er zum unabhängigen Territorium der Bischöfe bzw. Erzbischöfe von Avignon.

## Bevölkerungsentwicklung
| Jahr                       | 1962 | 1968 | 1975 | 1982 | 1990 | 1999 | 2008 | 2017 |
| Einwohner                  | 1948 | 2159 | 2113 | 2060 | 2062 | 2078 | 2116 | 2116 |
| Quellen: Cassini und INSEE |      |      |      |      |      |      |      |      |

## Sehenswürdigkeiten
Das Wahrzeichen von Châteauneuf-du-Pape ist die Ruine des Schlosses der Päpste von Avignon. Der Turm und die rundherum zerstörten Gebäude sind seit 1892 als Monument historique klassifiziert. Der Hauptturm war bis 1944 intakt, wurde aber von deutschen Soldaten gesprengt.
Die Burgruine Hers aus dem 12. bis 14. Jahrhundert ist seit 1973 als Monument historique eingeschrieben.
Die Kapelle Saint-Théodoric aus dem 12./13. Jahrhundert ist seit 1984 als Monument historique Klassifiziert.
Die ursprüngliche Kirche der Gemeinde wurde im 11. Jahrhundert gleichzeitig mit der ersten Stadtmauer erbaut. Der romanische Bau war klein (18 Meter lang und 5,40 Meter breit), bestand aus einem einzigen Kirchenschiff und befand sich innerhalb der Ringmauer. Über dem Eingang auf der Westseite befand sich eine Tribüne. Im Laufe der Jahrhunderte wurde sie komplett umgebaut, nur ein Teil des heutigen Chors bewahrt die Überreste dieser ursprünglichen Kirche. Im 14. und im 16. Jahrhundert wurden jeweils Seitenkapellen an die Kirche und an die Stadtmauer angebaut. An der südöstlichen Ecke der Kirche wurde ein Wehrturm errichtet, dessen Schießscharten noch heute sichtbar sind. Dieser Turm, der heute den heutigen Glockenturm stützt, gehörte der Gemeinde, die dort jahrhundertelang ihre Archive aufbewahrte und im 16. Jahrhundert dort eine Uhr aufstellte. Die heute Mariä Aufnahme in den Himmel geweihte Pfarrkirche erfuhr im 18. und im 19. Jahrhundert umfassende Umbauten.

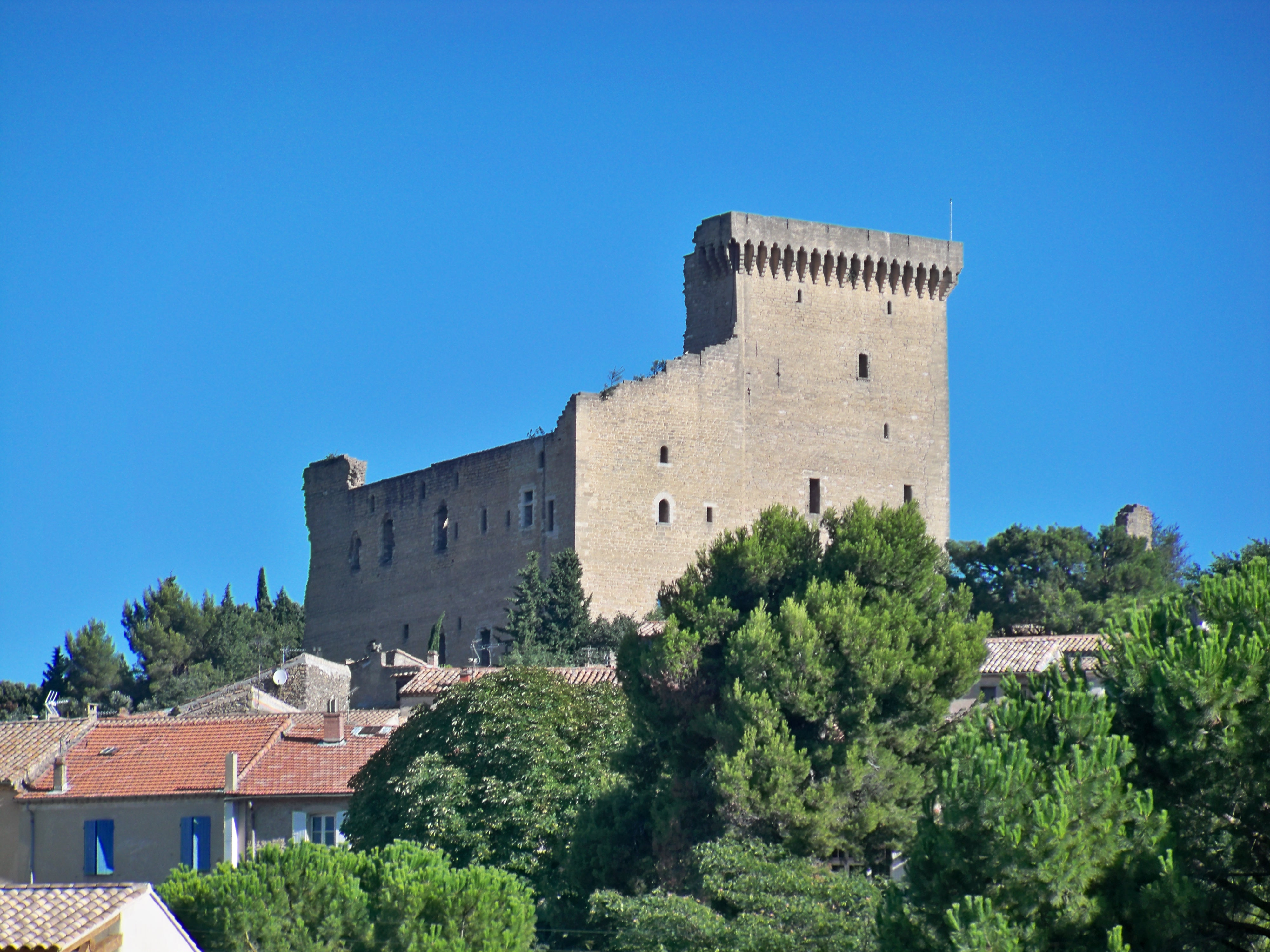
Ruine der ehemaligen päpstlichen Sommerresidenz Château de Châteauneuf-du-Pape
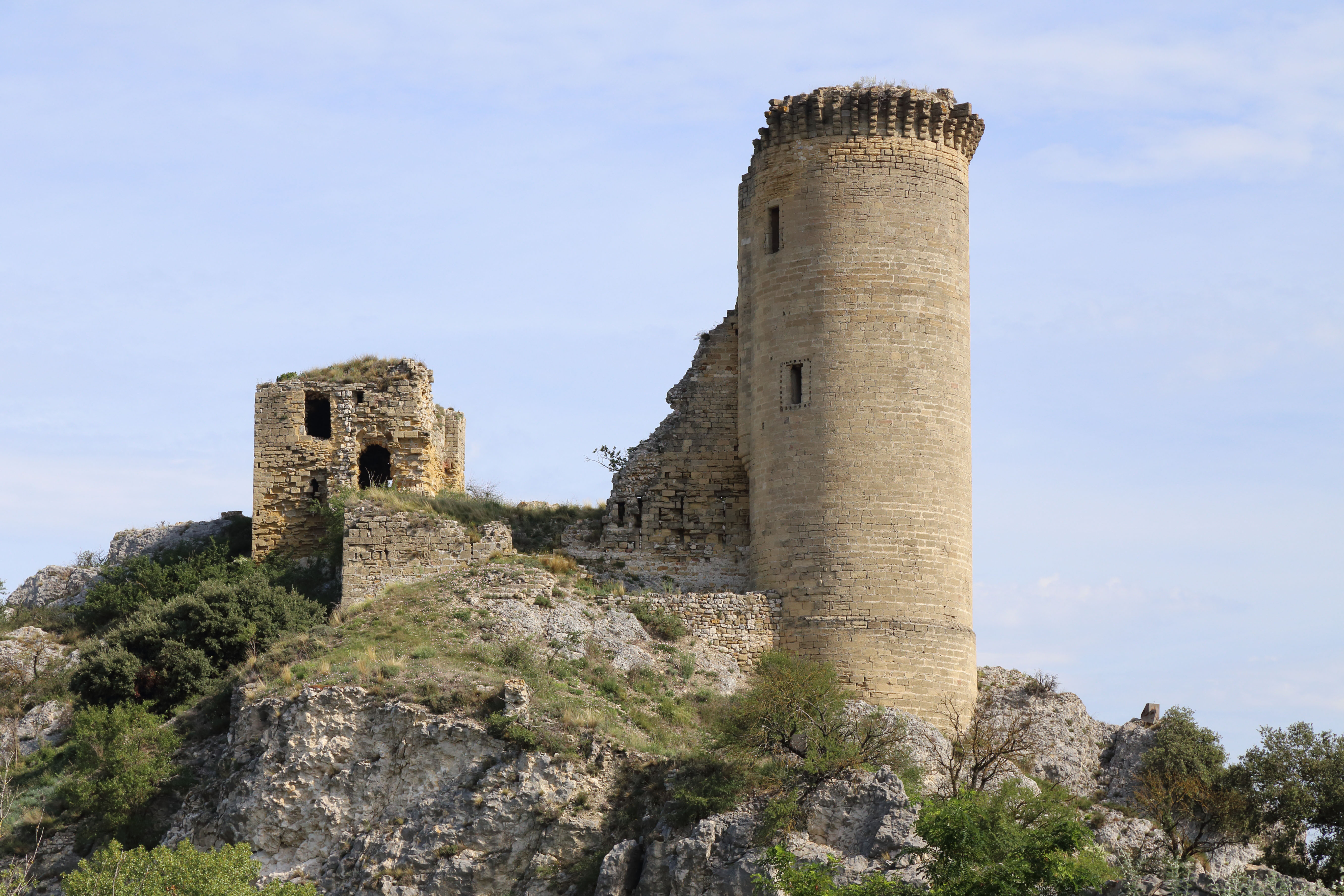
Burgruine Hers
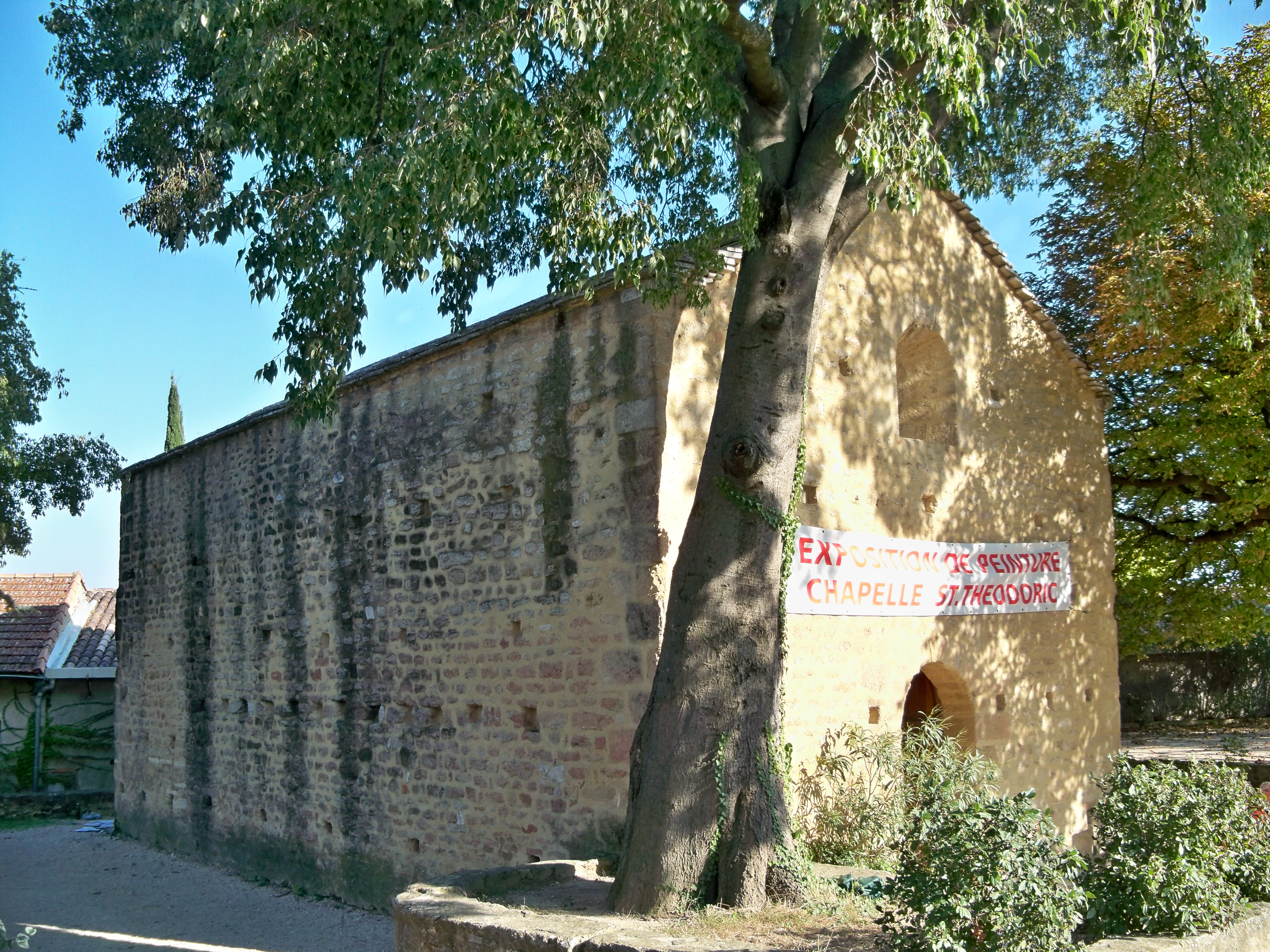
Kapelle Saint-Théodoric
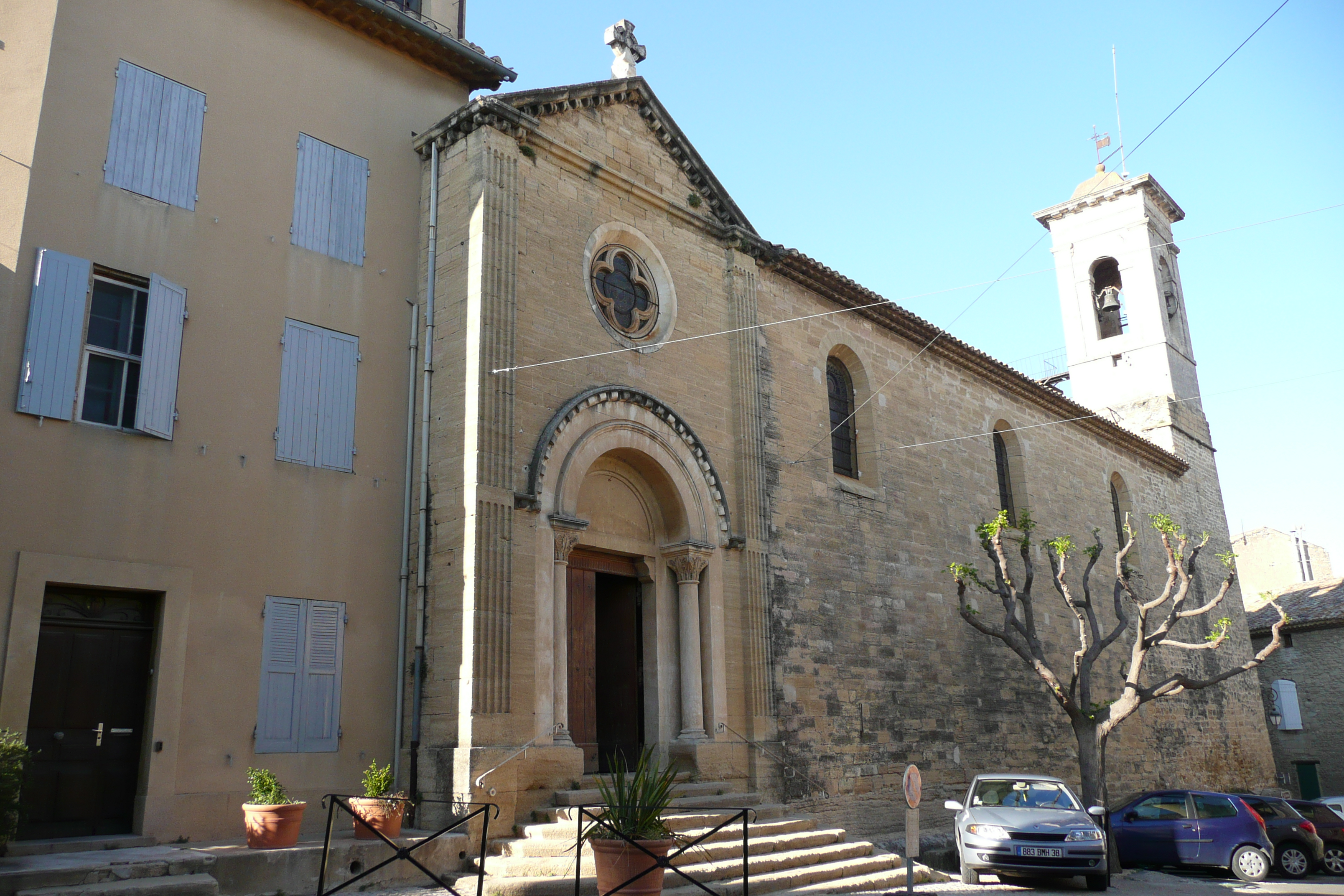
Pfarrkirche Notre Dame de l’Assomption
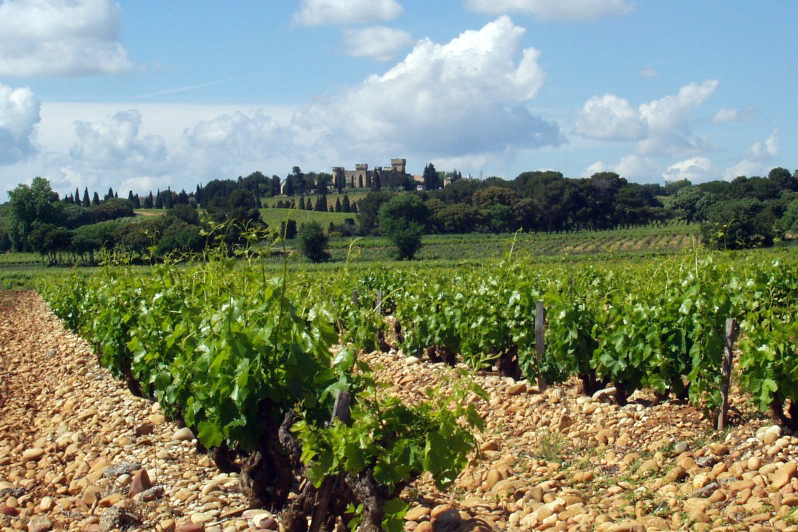
Typischer Weinberg bei Châteauneuf-du-Pape. Im Hintergrund das historistische Château des Fines Roches.

## Persönlichkeiten
- Anselme Mathieu (1828–1895), Dichter

## Gemeindepartnerschaften
- Castel Gandolfo, Italien, seit September 1995
- Auggen, Deutschland, seit Juni 1977